# David Norlin
David Birger Anders Norlin, född 3 maj 1978, är en svensk författare och psykolog. Han disputerade 2017 på en avhandling om föräldrar till barn med funktionshinder vid Göteborgs universitet. 2016 debuterade Norlin som prosaförfattare med boken Dagar utan ljus, nätter utan mörker. 